# Bruno Franceschetti
Bruno Franceschetti (Minerbe, Reino de Italia, 30 de abril de 1941-Varese, Italia, 15 de mayo de 2025) fue un gimnasta y entrenador de gimnasia artística italiano.

## Carrera

### Gimnasta
A nivel nacional fue campeón juvenil. A nivel de Juegos Olímpicos participó en dos ediciones, la primera de ellas fue en Tokio 1964 donde participó en la modalidad por equipos donde iban a defender o mejorar su medalla de bronce ganada en la edición anterior, donde terminaron en quinto lugar, y Franceschetti en el evento individual finalizó en el 75º posición.
Franceschetti tuvo su segunda aparición olímpica en México 1968, donde al alcanzar la final un castigo de su capitán Franco Menichelli en el ejercicio de piso hizo que Italia en el evento por equipos terminara en el lugar 12. En el evento individual Franceschetti terminó en el 72º lugar.
Franceschetti también participó en el Campeonato Mundial de Gimnasia Artística de 1966 en Dortmund y en los Juegos Mediterráneos de 1967 en Ciudad de Túnez donde ganó la medalla de oro en el evento por equipos.

### Entrenador
Luego de retirarse como gimnasta en México 1968, Bruno Franceschetti pasó a ser entrenador en la Società Ginnastica Borgo Prati de Roma. En 1973 pasó a trabajar con el CONI en el Centro Tecnico de Varese y luego dirigió a las selecciones nacionales juveniles y absolutas. Fue el mentor de la carrera de Jury Chechi. Entre los eventos en los que estuvo están las Universiadas, Juegos Mediterráneos y el Campeonato Mundial.